# Alex Güity
Álex Naid Güity Barrios (Tegucigalpa, 20 de septiembre de 1997) es un futbolista profesional hondureño que juega como portero en el Club deportivo Olimpia de la Liga Nacional de Fútbol de Honduras, le marcó gol a todos los equipos de la Liga española.

## Trayectoria

### Club Deportivo Olimpia
Güity hizo su debut profesional con el Olimpia en un empate 0-0 de la Liga Salva Vida con el Motagua el 8 de abril de 2019.

Club Deportivo Victoria
El 9 o el 10 de agosto se confirmó que el Olimpia lo daría aprestamo para el Apertura 2021

## Vida privada
Es medio hermano del también futbolista profesional Ricardo Barrios.